# Liste der Resolutionen des UN-Sicherheitsrates (2006)
Der Sicherheitsrat der Vereinten Nationen hat im Jahr 2006 insgesamt 86 Resolutionen angenommen, 81 davon einstimmig. Bei der Abstimmung im Sicherheitsrat scheiterten zwei Resolution zur Situation im Nahen Osten am Veto der Vereinigten Staaten. Die meisten Resolution verabschiedete der Sicherheitsrat zu Problemen in Afrika (46 Resolutionen, fast ausschließlich zu Staaten südlich der Sahara) und Asien (24 Resolutionen, davon acht zur Situation im Nahen Osten). Die fünf Resolutionen über Staaten in Europa betrafen Bosnien-Herzegowina und Zypern. Zu Staaten in Amerika wurden zwei Resolutionen verabschiedet, beide zu Haiti. Sechs Resolutionen hatten einen allgemeinen Gegenstand zum Inhalt und drei Resolution beschäftigten sich mit internen Angelegenheiten der Vereinten Nationen.
| Nummer | Beschluss vom | Gegenstand                                                               | Mission |
| ------ | ------------- | ------------------------------------------------------------------------ | ------- |
| 1652   | 24. Januar    | Situation an der Elfenbeinküste                                          |         |
| 1653   | 27. Januar    | Situation in der Region der Afrikanischen Großen Seen                    |         |
| 1654   | 31. Januar    | Situation betreffend die Demokratische Republik Kongo                    |         |
| 1655   | 31. Januar    | Situation im Nahen Osten                                                 |         |
| 1656   | 31. Januar    | Situation in Georgien                                                    |         |
| 1657   | 6. Februar    | Situation an der Elfenbeinküste                                          |         |
| 1658   | 14. Februar   | Frage betreffend Haiti                                                   |         |
| 1659   | 15. Februar   | Situation in Afghanistan                                                 |         |
| 1660   | 28. Februar   | Internationales Tribunal für das frühere Jugoslawien                     |         |
| 1661   | 14. März      | Situation zwischen Eritrea und Äthiopien                                 |         |
| 1662   | 23. März      | Situation in Afghanistan                                                 |         |
| 1663   | 24. März      | Berichte des Generalsekretärs über den Sudan                             |         |
| 1664   | 29. März      | Situation im Nahen Osten                                                 |         |
| 1665   | 29. März      | Berichte des Generalsekretärs über den Sudan                             |         |
| 1666   | 31. März      | Situation in Georgien                                                    |         |
| 1667   | 31. März      | Situation in Liberia                                                     |         |
| 1668   | 10. April     | Internationales Tribunal für das frühere Jugoslawien                     |         |
| 1669   | 10. April     | Situation betreffend die Demokratische Republik Kongo                    |         |
| 1670   | 13. April     | Situation zwischen Eritrea und Äthiopien                                 |         |
| 1671   | 25. April     | Situation betreffend die Demokratische Republik Kongo                    |         |
| 1672   | 25. April     | Berichte des Generalsekretärs über den Sudan                             |         |
| 1673   | 27. April     | Verurteilung von Massenvernichtungswaffen                                |         |
| 1674   | 28. April     | Schutz von Zivilisten in bewaffneten Konflikten                          |         |
| 1675   | 28. April     | Situation betreffend West-Sahara                                         |         |
| 1676   | 10. Mai       | Situation in Somalia                                                     |         |
| 1677   | 12. Mai       | Situation in Osttimor                                                    |         |
| 1678   | 15. Mai       | Situation zwischen Eritrea und Äthiopien                                 |         |
| 1679   | 16. Mai       | Berichte des Generalsekretärs über den Sudan                             |         |
| 1680   | 17. Mai       | Situation im Nahen Osten                                                 |         |
| 1681   | 31. Mai       | Situation zwischen Eritrea und Äthiopien                                 |         |
| 1682   | 2. Juni       | Situation an der Elfenbeinküste                                          |         |
| 1683   | 13. Juni      | Situation in Liberia                                                     |         |
| 1684   | 13. Juni      | Internationales Tribunal für Ruanda                                      |         |
| 1685   | 13. Juni      | Situation im Nahen Osten                                                 |         |
| 1686   | 15. Juni      | Situation im Nahen Osten                                                 |         |
| 1687   | 15. Juni      | Situation in Zypern                                                      |         |
| 1688   | 16. Juni      | Situation in Sierra Leone                                                |         |
| 1689   | 20. Juni      | Situation in Liberia                                                     |         |
| 1690   | 20. Juni      | Situation in Osttimor                                                    |         |
| 1691   | 22. Juni      | Aufnahme neuer Mitglieder                                                |         |
| 1692   | 30. Juni      | Situation in Burundi                                                     |         |
| 1693   | 30. Juni      | Situation betreffend die Demokratische Republik Kongo                    |         |
| 1694   | 13. Juli      | Situation in Liberia                                                     |         |
| 1695   | 15. Juli      | Sanktionen gegen Nordkorea                                               |         |
| 1696   | 31. Juli      | Nichtweiterberbreitung / Iran                                            |         |
| 1697   | 31. Juli      | Situation im Nahen Osten                                                 |         |
| 1698   | 31. Juli      | Situation betreffend die Demokratische Republik Kongo                    |         |
| 1699   | 8. August     | Allgemeine Probleme bezüglich von Sanktionen                             |         |
| 1700   | 10. August    | Situation betreffend Irak                                                |         |
| 1701   | 11. August    | Situation im Nahen Osten                                                 |         |
| 1702   | 15. August    | Frage betreffend Haiti                                                   |         |
| 1703   | 18. August    | Situation in Osttimor                                                    |         |
| 1704   | 25. August    | Situation in Osttimor                                                    |         |
| 1705   | 29. August    | Internationales Tribunal für Ruanda                                      |         |
| 1706   | 31. August    | Berichte des Generalsekretärs über den Sudan                             |         |
| 1707   | 12. September | Situation in Afghanistan                                                 |         |
| 1708   | 14. September | Situation an der Elfenbeinküste                                          |         |
| 1709   | 22. September | Berichte des Generalsekretärs über den Sudan                             |         |
| 1710   | 29. September | Situation zwischen Eritrea und Äthiopien                                 |         |
| 1711   | 29. September | Situation betreffend die Demokratische Republik Kongo                    |         |
| 1712   | 29. September | Situation in Liberia                                                     |         |
| 1713   | 29. September | Berichte des Generalsekretärs über den Sudan                             |         |
| 1714   | 6. Oktober    | Berichte des Generalsekretärs über den Sudan                             |         |
| 1715   | 9. Oktober    | Empfehlung für die Ernennung des Generalsekretärs der Vereinten Nationen |         |
| 1716   | 13. Oktober   | Situation in Georgien                                                    |         |
| 1717   | 13. Oktober   | Internationales Tribunal für Ruanda                                      |         |
| 1718   | 14. Oktober   | Embargo gegen Nordkorea                                                  |         |
| 1719   | 25. Oktober   | Situation in Burundi                                                     |         |
| 1720   | 31. Oktober   | Situation betreffend West-Sahara                                         |         |
| 1721   | 1. November   | Situation an der Elfenbeinküste                                          |         |
| 1722   | 21. November  | Situation in Bosnien und Herzegowina                                     |         |
| 1723   | 28. November  | Situation betreffend Irak                                                |         |
| 1724   | 29. November  | Situation in Somalia                                                     |         |
| 1725   | 6. Dezember   | Situation in Somalia                                                     |         |
| 1726   | 15. Dezember  | Situation an der Elfenbeinküste                                          |         |
| 1727   | 15. Dezember  | Situation an der Elfenbeinküste                                          |         |
| 1728   | 15. Dezember  | Situation in Zypern                                                      |         |
| 1729   | 15. Dezember  | Situation im Nahen Osten                                                 |         |
| 1730   | 19. Dezember  | Allgemeine Probleme zu Sanktionen                                        |         |
| 1731   | 20. Dezember  | Situation in Liberia                                                     |         |
| 1732   | 21. Dezember  | Allgemeine Probleme zu Sanktionen                                        |         |
| 1733   | 22. Dezember  | Tribut an Kofi Annan                                                     |         |
| 1734   | 22. Dezember  | Situation in Sierra Leone                                                |         |
| 1735   | 22. Dezember  | Frieden und Sicherheit / Terroranschläge                                 |         |
| 1736   | 22. Dezember  | Situation betreffend die Demokratische Republik Kongo                    |         |
| 1737   | 23. Dezember  | Embargo gegen Iran                                                       |         |
| 1738   | 23. Dezember  | Zivilisten in bewaffneten Konflikten                                     |         |